# Eleições legislativas na Áustria em 1959
As eleições legislativas austríacas de 1959 foram realizadas a 10 de Maio. Os resultados deram a vitória, no voto popular, ao Partido Socialista da Áustria, mas, o Partido Popular Austríaco continuou a ser o partido com mais deputados. Estes dois partidos continuaram num governo de coligação após as eleições, como acontecia desde 1945, em que Julius Raab continuou a ser chanceler. De destacar, a perda de deputados do Partido Comunista da Áustria que, desde então, nunca mais voltou ao Parlamento Austríaco.

## Resultados Oficiais
| Partido                 | Partido                           | Votos     | %               | +/-  | Deputados | +/-  |
| ----------------------- | --------------------------------- | --------- | --------------- | ---- | --------- | ---- |
|                         | Partido Socialista da Áustria     | 1 953 935 | 44,79 / 100,00  | 1,73 | 78 / 165  | 4    |
|                         | Partido Popular Austríaco         | 1 928 043 | 44,19 / 100,00  | 1,77 | 79 / 165  | 3    |
|                         | Partido da Liberdade da Áustria   | 336 110   | 7,70 / 100,00   | 1,18 | 8 / 165   | 2    |
|                         | Partido Comunista da Áustria      | 142 578   | 3,27 / 100,00   | 1,15 | 0 / 165   | 3    |
|                         | Liga dos Socialistas Democráticos | 2 190     | 0,05 / 100,00   | Novo | 0 / 165   | Novo |
| Votos inválidos         | Votos inválidos                   | 61 802    | 1,40 / 100,00   |      |           |      |
| Total                   | Total                             | 4 424 658 | 100,00 / 100,00 |      | 165 / 165 |      |
| Eleitorado/Participação | Eleitorado/Participação           | 4 696 603 | 94,21 / 100,00  | 1,74 |           |      |
| Fonte                   |                                   |           |                 |      |           |      |